# Lessogorski
Lessogorski (russisch Лесогорский; bis 1948 finnisch Jääski) ist eine Siedlung städtischen Typs mit 3024 Einwohnern (Stand 1. Januar 2024) im Nordwesten Russlands. Sie liegt am Fluss Wuoksa (Vuoksi) südwestlich der Industriestadt Swetogorsk nahe der Grenze zu Finnland im Wyborger Rajon der Oblast Leningrad ca. 185 km nordwestlich von Sankt Petersburg. Die Bahnstrecke von Kamennogorsk ins finnische Imatra führt durch Lessogorski.

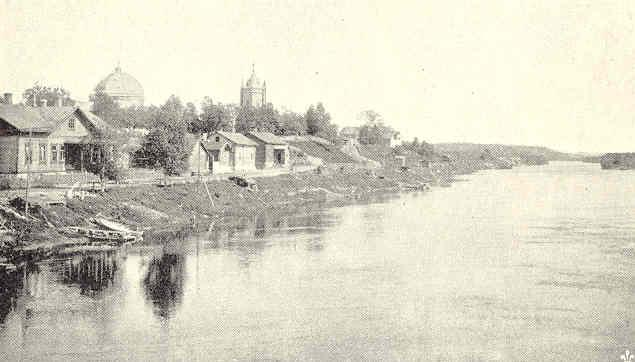
Lessogorski (Jääski) um 1900

Vor dem Zweiten Weltkrieg trug Lessogorski den Namen Jääski und gehörte zu Finnland. Neben dem namensgebenden Kirchdorf von Jääski gehörten zur Gemarkung der Gemeinde Jääski auch Swetogorsk (damals Enso) sowie die Dörfer Lossewo (Järvenkylä) und Wosroschdenije (Kavantsaari). Durch die Grenzziehung 1940 nach dem Winterkrieg sowie erneut 1944 nach Ende des Fortsetzungskrieges kamen 85 % des Gemeindegebiets von Jääski samt dem Kirchdorf und des wichtigen Industriestandorts Enso an die Sowjetunion. Die auf finnischer Seite verbliebenen Gebiete wurden 1948 zwischen Joutseno, Ruokolahti und dem neu gegründeten Marktflecken Imatra aufgeteilt. Im selben Jahr wurde Jääski in Lessogorski umbenannt.
Bevölkerungsentwicklung
| Jahr | Einwohner |
| ---- | --------- |
| 1959 | 5330      |
| 1970 | 4938      |
| 1979 | 4798      |
| 1989 | 3744      |
| 2002 | 3004      |
| 2010 | 3273      |

Anmerkung: Volkszählungsdaten
Persönlichkeiten
- Laila  Halme, geborene Soppi (* 1934 in Jääski; † 2021 in Tampere), finnische Chanson- und Schlagersängerin